# Stenopogon junceus
Stenopogon junceus là một loài ruồi trong họ Asilidae. Stenopogon junceus được Wiedemann miêu tả năm 1820.